# Liste der Monuments historiques in Nouilly
Die Liste der Monuments historiques in Nouilly führt die Monuments historiques in der französischen Gemeinde Nouilly auf.

## Liste der Bauwerke
| Bezeichnung           | Beschreibung                    | Standort                        | Kennzeichnung | Schutzstatus | Datum | Bild |
| --------------------- | ------------------------------- | ------------------------------- | ------------- | ------------ | ----- | ---- |
| Kelterhaus mit Kelter | aus dem 18. und 19. Jahrhundert | 9 rue de l’Isle Jourdain (Lage) | PA00106930    | Inscrit      | 1983  |      |

## Liste der Objekte
| Bezeichnung | Beschreibung                                | Standort                       | Kennzeichnung | Schutzstatus | Datum | Bild |
| ----------- | ------------------------------------------- | ------------------------------ | ------------- | ------------ | ----- | ---- |
| Kruzifix    | Holz, farbig gefasst, 16. Jahrhundert       | in der Kirche Ste-Agnès (Lage) | PM57000436    | Classé       | 1990  |      |
| Kelch       | Silber, vergoldet, 17. oder 18. Jahrhundert | in der Kirche Ste-Agnès (Lage) | PM57000521    | Classé       | 1993  |      |